# Grupos Antiterroristas de Liberación
Grupos Antiterroristas de Liberación ("Antiterrorist befrielses-grupperne"), forkortet GAL, var en gruppe dødspatruljer, der ulovligt blev skabt af højtplacerede personer i den spanske regering for at bekæmpe ETA. GAL blev finansieret og beskyttet af det spanske indenrigsministerium.

## Historie
GAL opererede primært i Baskerlandet, mest på den franske side af grænsen. Dog foregik kidnapninger, tortur og økonomisk kriminalitet også andre steder i Spanien. Ofrene var både medlemmer og støtter af ETA, og også uskyldige mennesker blev dræbt. GAL var beviseligt aktiv i perioden fra 1984 til 1986, og begik mindst 23 mord. Perioden bliver ofte kaldt "La guerra sucia" (den beskidte krig) i spansk historie.
Kidnapningen og det senere mord på Joxe Antonio Lasa og Joxe Ignacio Zabala i oktober 1983 og kidnapningen af Segundo Marey i 1984 markerede gruppens opstart.
En mistanke om at Felipe González, PSOEs daværende premierminister i Spanien, skulle have været involveret i GAL påvirkede valgkampagnen i 1996, hvor Det Spanske Socialistiske Arbejderparti (PSOE) blev overhalet af José María Aznars Folkeparti (PP) for første gang. Gonzáles trak sig derefter tilbage som partiformand. Ricardo García Damborenea er det eneste medlem af PSOE, der har taget ansvar for de handlinger, der foregik i GAL. Felipe Gonzáles er aldrig selv blevet anklaget for at have kendt til GAL, men har offentligt undskyldt på sine tidligere ministres vegne. Øvrige medlemmer af PSOE har offentligt fordømt GAL's kriminalitet, men generelt betragter PSOE's ledere dog ETA's og GAL's kriminalitet som væsensforskellig og understreger ofte dette i deres afstandstagen fra GAL. José María Aznars regering benådede flere medlemmer af PSOE for domme i forbindelse med GAL-aktiviteter.
Paradoksalt betragtes GAL i dag som en væsentlig årsag til at ETA overlevede ind i 1990'erne og videre frem, eftersom bevægelsen var med til at styrke billedet af, at ETA var offer i en krig mod en autoritær stat, der forsøgte at bekæmpe hele det baskiske folk.

## Dømte GAL-medlemmer
Selve angrebene blev foretaget af individer i det spanske nationalpoliti eller lejet indsats i Frankrig.
Nogle af de dømte bagmænd er:
- José Barrionuevo Peña, indenrigsminister.
- Rafael Vera, leder af statens sikkerhedsråd.
- Ricardo García Damborenea, generalsekretær for PSE (PSOE's baskiske afdeling) i Biscay.
- Francisco Álvarez, tidligere leder af en anden anti-terrorist-gruppe.
- Miguel Planchuelo, leder af politiets informationsbrigade i Bilbao
- José Amedo Fouce, politichef.
- Julián Sancristóbal, repræsentant for den spanske regering i Biscay.

## GAL i dag
Ingen aktioner, der minder om GAL's metoder, er beviseligt foregået siden 1986. Batasuna og ETA hævder imidlertid, at der eksisterer en såkaldt "grøn GAL", en gruppe af civilgarden (der bruger grønne uniformer) placeret i San Sebastián, der ulovligt angriber medlemmer af ETA.